# Hugo van Bourgondië (Besançon)
Hugo van Bourgondië (overleden in 1101) was van 1085 tot aan zijn dood aartsbisschop van Besançon. Hij behoorde tot het huis Ivrea.

## Levensloop
Hugo was een zoon van graaf Willem I van Bourgondië uit diens huwelijk met ene Stefania.
Hij was voorbestemd voor een kerkelijke loopbaan en werd in 1085 verkozen tot aartsbisschop van Besançon, terwijl zijn broer Gwijde (de latere paus Calixtus II) diocesaan administrator van het aartsbisdom werd. Tussen 1086 en 1090 doneerde Hugo de kerk van Saint-Aniane aan de Abdij van Saint-Marcel-lès-Chalon.
Hugo van Bourgondië stierf in 1101.